# Wamalchitamia aurantiaca
Wamalchitamia aurantiaca là một loài thực vật có hoa trong họ Cúc. Loài này được (Klatt) Strother miêu tả khoa học đầu tiên năm 1991.